# 凡島
凡島（丹麥語：Fanø）是丹麥的一個島嶼，也是一個市镇，位於日德蘭半島西岸對開，屬南丹麥大區。面積55.78平方公里，2009年人口3,207人。行政中心为诺比。